# Popinci
Popinci (en serbe cyrillique : Попинци) est une localité de Serbie située dans la province autonome de Voïvodine. Elle fait partie de la municipalité de Pećinci dans le district de Syrmie (Srem). Au recensement de 2011, elle comptait 1 167 habitants.
Popinci, officiellement classé parmi les villages de Serbie, est situé sur les bords de la Jarčina, un affluent de la Save. 

## Démographie

### Évolution historique de la population
| 1948  | 1953  | 1961  | 1971  | 1981  | 1991  | 2002  | 2011  |
| ----- | ----- | ----- | ----- | ----- | ----- | ----- | ----- |
| 1 483 | 1 436 | 1 360 | 1 273 | 1 252 | 1 219 | 1 360 | 1 167 |

|  |

## Tourisme
L'église de Popinci, dédiée à l'Archange Gabriel, remonte à 1777 ; elle a été consacrée par Josif Jovanović Šakabenda. Elle abrite de nombreuses icônes et des livres religieux anciens.

## Personnalité
Le médecin, biochimiste et académicien Zoran L. Kovačević est né dans le village en 1935.